# Vindusara compositata
Vindusara compositata là một loài bướm đêm trong họ Geometridae.